# Isigny-le-Buat
Isigny-le-Buat is een gemeente in het Franse departement Manche in de regio Normandië. De gemeente maakt deel uit van het arrondissement Avranches. Isigny-le-Buat telde op 1 januari 2022 3.187 inwoners.

## Geografie

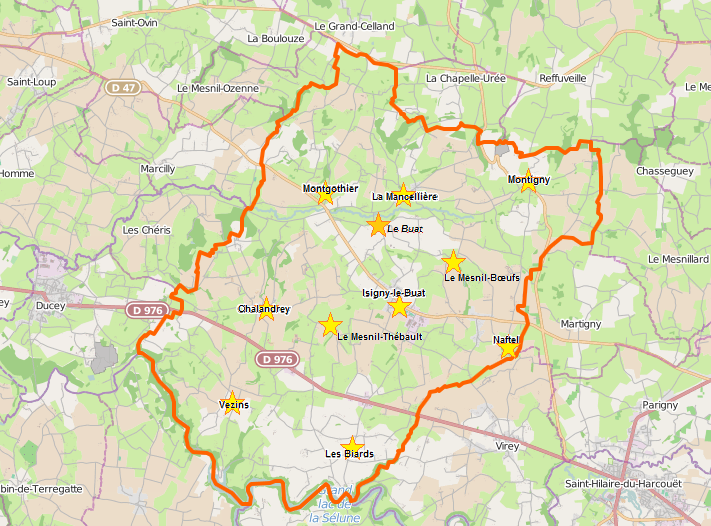

De gemeente Isigny-le-Buat en de gemeentenaam zijn  in 1969 ontstaan door de fusie van de gemeenten Buat en Isigny. In 1973 werden de gemeenten Les Biards, Chalandrey, La Mancellière, Le Mesnil-Bœufs, Le Mesnil-Thébault, Montgothier, Montigny, Naftel en Vezins toegevoegd als communes associées. De oppervlakte van Isigny-le-Buat bedroeg op 1 januari 2022 73,31 vierkante kilometer; de bevolkingsdichtheid was toen 43,5 inwoners per km². Vanaf de uitbreiding in 1973 tot de vorming van Tinchebray-Bocage op 1 januari 2015 was Isigny-le-Buat de grootste gemeente van de toenmalige regio Basse-Normandie.

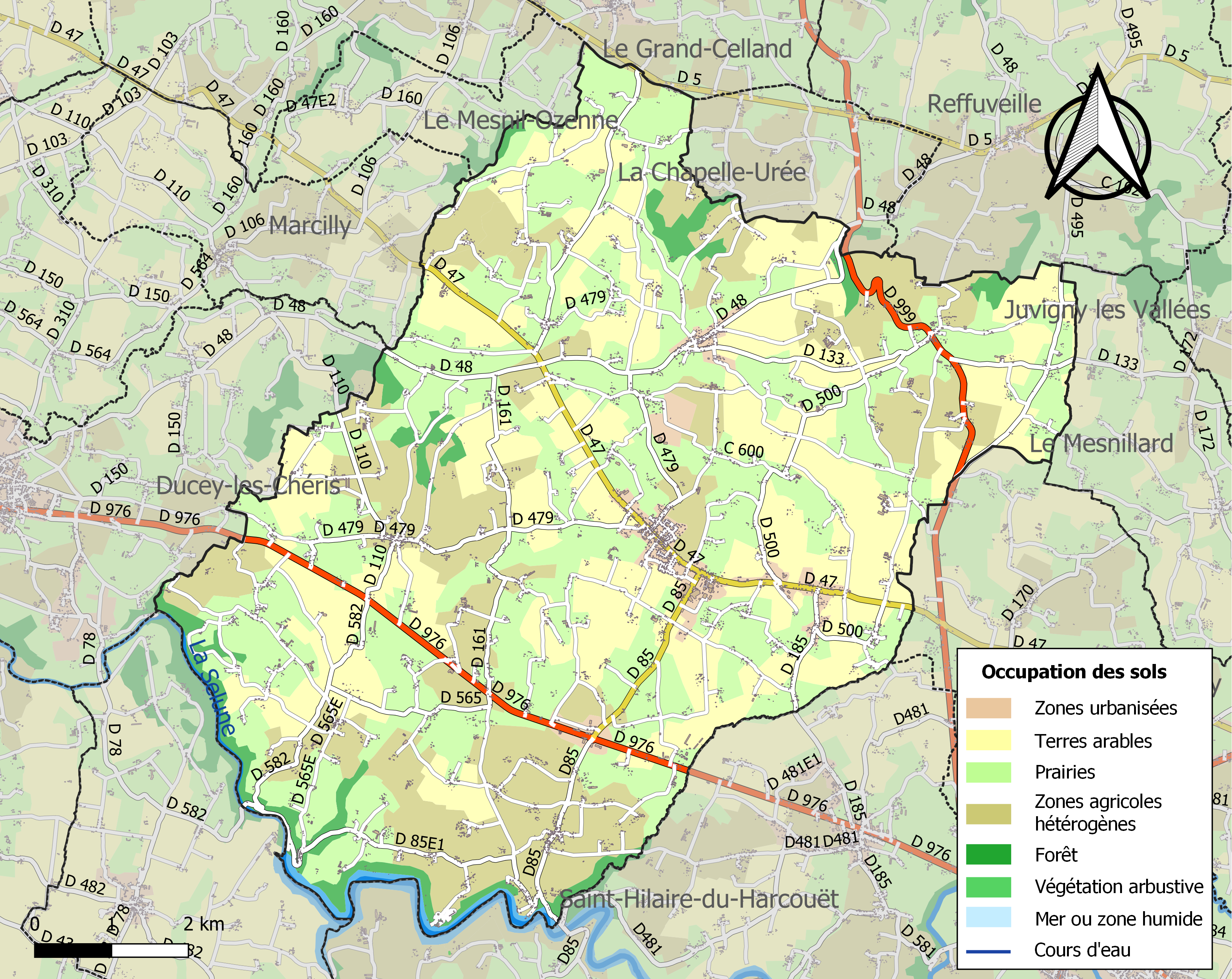
Kaart van de gemeente met de belangrijkste infrastructuur, bodemgebruik en omliggende gemeenten

## Demografie
Onderstaande figuur toont het verloop van het inwonertal (bron: INSEE-tellingen).